# Побажання
Побажання — це словесні мініатюри зичення добра, везіння, щастя, що виражаються в бажанні комусь здійснити, одержати, здобути що-небудь. Побажання має лаконічну форму і зазвичай направлене іншим людям та робиться з приводу певної дати чи події. Воно може бути як написане, так і виказане в усній формі. Побажання мають елементи ритуалу. Побажання є частиною українського фольклору, мають національні особливості й колорит. У побажаннях українців відбивається національна шкала цінностей, що визнані народом абсолютними: життя, здоров'я, щасливий час, талан, успіх тощо. Крім того, в побажаннях проявляються певні соціальні відносини людей, та їх вікова і соціальна співставність.